# Металург (футбольний клуб, Сталінград)
Футбольний клуб «Металург» (Сталінград) або просто «Металург» (рос. Футбольный клуб «Металлург» Сталинград)  — радянський та російський футбольний клуб з міста Царицин, створений 1914 року. Чемпіон РРФСР 1957 року.

## Хронологія назв
- 1923 — «Червоний жовтень»
- 1936 — «Металург»

## Історія
У 1909 році в Царицині, завдяки спільним зусиллям братів І. та П. Кошелєвих, а також І. та Ф. Сутиріних, організовані команди «Штурм» та «Штандарт», що сприяло появі в місті в наступні роки (1910-1912) інших футбольних команд. До складу цих двох команд, які можна вважати прабатьками команди «Металург», увійшли службовці заводу та учнівська молодь — діти службовців. Це брати Кошелєви, брати Сутиріни, Дмитро Матвєєв та інші.
У 1914 році на французькому заводі «ДЮМО» (нині завод «Червоний Жовтень») створена футбольна команда. В її складі грали робітники заводу Жильцов, брати Кошелєви, Комов, Курносов, Косенков, Лебединський, Опарін, брати Сурніни, Сутирін, Титовський, Янас. Під керівництвом Володимира Петровича Панкова обладнали футбольне поле біля прохідних воріт заводу й почали проводити регулярні тренування.
У 1916 році організували команда під назвою «Республіка» з числа молоді, в якій грали Мальцев, брати Шевякови, Андрій Бод, Володимир Раскен, Олександр Несінов, Василь Комов, В. Панков, Коновалов, Неподкосов, Раков, Пашков, Горячев, Фішер. З початком Першої світової війни та мобілізацією на фронт заводчан-футболістів до неї увійшли робітники і службовці з числа французької молоді: РооД, Жерар, Буланже, Бардо, Юнг, а також російські — Лебединський, Рубцов.
Трохи згодом з'явилася ще одна футбольна команда, організована військовополоненими чехами після Першої світової війни, серед них були футболісти міжнародного класу: Ковба, Кобернау, Копецький, Штумпф та інші. Вони тренували заводську команду, яка незабаром стала переможцем першості країни з футболу серед заводських команд.
По різному склалася доля гравців команди. Іноземці після Жовтневої революції поїхали до себе на батьківщину. Капітан команди Василь Лебединський брав участь в боях за Царицин, був першим секретарем районного комітету комсомолу Французького та гарматних заводів. У жовтні 1918 року під Великою Іванівкою загинув колишній крайній правий, кулеметник Микола Сахаров.
19 квітня 1923 на заводі «Червоний Жовтень» створили футбольну команда. До її першого складу увійшли — Олександр Несінов, Павло Корнієнко, Олександр Федянін, Дмитро Маніхіна, Степан Воєводін, Василь Комов, Валентин Шевляков, Олексій Мальцев, Сергій Четаєв, Микола Горячев, Олексій Фішер.
23 вересня 1923 році червоно-жовтенці грали з астраханськими футболістами та поступилися їм з рахунком 1:2. З цього року гравці почали змагатися з командами з Астрахані, Краснодара, Самари, Борисоглєбська.
12 липня 1925 року відбулося відкриття стадіону «Червоний Жовтень». Того ж року металурги стали чемпіонами міста.
24 липня 1930 року відбувся перший міжнародний матч за участю команди з Сталінграда. «Червоний Жовтень» зустрівся вдома зі збірною командою робітників Нижньої Австрії. Зустріч закінчилася розгромом для сталінградців з рахунком 0:7. 
У 1930 році металурги «Червоного Жовтня» стають чемпіонами міста.
На початку 1930-х років з досвідченими футболістами «Червоного Жовтня» почали серйозно конкурувати футболісти команди СТЗ — «Тракторобудівників».
2 жовтня 1932 року «Червоний Жовтень» в Сталінграді з рахунком 4:1 переміг збірну Робітничого спортивного союзу (Данія).
У 1937 році «Металург» дебютує в Чемпіонаті СРСР. У групі «Д» команда займає 5-е місце.
24 травня 1937 року металурги зіграли свій єдиний в історії матч основної сітки Кубку СРСР проти суперника з групи «Б», московського «Торпедо». Після першого тайму «Металург» сенсаційно вів у рахунку 2:0, але все-таки програв у додатковий час.
У 1957 році «Металург» стає чемпіоном РРФСР.
У 1958 році сталевари посіли 12-е місце в 4-й  зоні класу «Б».
У 1961 році «Металург», який став переможцем чемпіонату області, провів дві перехідні матчі проти волзької «Енергії», в яких за сумою матчів переміг (3:2 і 1: 1). Таким чином, «Енергія» повинна була поступитися своїм місцем в класі «Б» «Металургу», але рішенням Сталінградського обласної ради спортивних товариств від 10.11.1961 року матчі визнали товариськими.

## Досягнення
- Група «Д» чемпіонату СРСР
  - 5-е місце (1): 1937

- Кубок СРСР
  - 1/64 фіналу (1): 1937

- Чемпіонат РРФСР
  -  Чемпіон (1): 1957

- Кубок РРФСР
  -  Володар (1): 1957

- Крайова першість металістів
  -  Чемпіон (1): 1926

- Чемпіонат Волгоградської області
  -  Чемпіон (2): 1961, 1962

- Кубок Волгоградської області
  -  Володар (2): 1961, 1962

- Кубок облрадпрофа
  -  Володар (1): 1953

- Чемпіонат Волгограда
  -  Чемпіон (15): 1923, 1925, 1927, 1928, 1930, 1932, 1936, 1937, 1939(о), 1946, 1956, 1957, 1959, 1960, 1961.

- Кубок Волгограда
  -  Володар (2): 1957, 1959